# Joseph-Albert Malula

Kardinalswappen

Joseph-Albert Kardinal Malula (* 12. Dezember 1917 in Léopoldville, Demokratische Republik Kongo; † 14. Juni 1989 in Löwen, Belgien) war Erzbischof von Kinshasa und seit 1969 Kardinal.

## Leben
Joseph-Albert Malula empfing nach philosophischen und theologischen Studien im Jahre 1946 das Sakrament der Priesterweihe durch den Apostolischen Vikar von Léopoldville, Georges Six. Anschließend arbeitete er als Seelsorger in verschiedenen Gemeinden und als Dozent am Knabenseminar.
1959 ernannte ihn Papst Johannes XXIII. zum Titularbischof von Attanasus und zum Weihbischof im Apostolischen Vikariat Léopoldville, dem späteren Erzbistum Kinshasa, dessen Leitung Joseph-Albert Malula mit der Ernennung zum Erzbischof am 7. Juli 1964 übertragen wurde. Die Bischofsweihe spendete ihm der Apostolische Vikar Félix Scalais am 20. September 1959. Mitkonsekratoren waren der Apostolische Vikar von Luebo, Joseph Ngogi Nkongolo, und der Weihbischof in Kisantu, Pierre Kimbondo.
Von 1962 bis 1965 nahm Malula am Zweiten Vatikanischen Konzil teil. 1969 nahm ihn Papst Paul VI. als Kardinalpriester mit der Titelkirche Santi Protomartiri a Via Aurelia Antica in das Kardinalskollegium auf. Er gehörte der Konzilskommission für die Liturgie an. Nach dem Konzil war er maßgeblich an der Entwicklung des Zairischen Messritus’ beteiligt.
Joseph-Albert Malula starb am 14. Juni 1989 im belgischen Löwen. Er wurde in der Kathedrale Notre-Dame du Congo in Kinshasa beigesetzt.